# Aubusson (Creuse)
Aubusson – miejscowość i gmina we Francji, w regionie Nowa Akwitania, w departamencie Creuse.
Według danych na rok 1990 gminę zamieszkiwało 5097 osób, a gęstość zaludnienia wynosiła 265 osób/km² (wśród 747 gmin Limousin Aubusson plasuje się na 15. miejscu pod względem liczby ludności, natomiast pod względem powierzchni na miejscu 359.).
Miasto zasłynęło z produkcji gobelinów i dywanów.

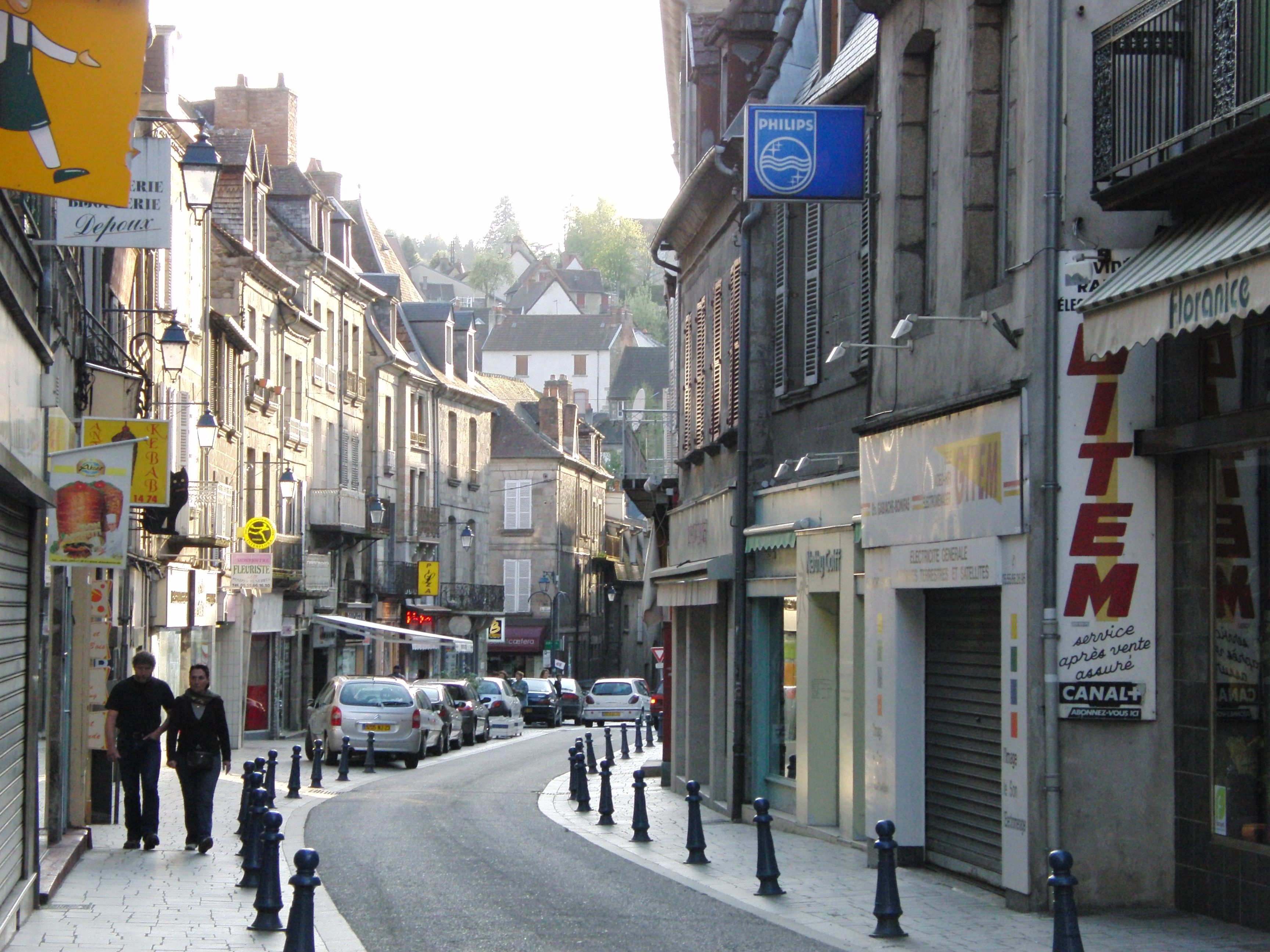
Centrum Aubusson, 2009

## Populacja

Populacja Aubusson w latach 1962–2008

## Miasta partnerskie
- Eguisheim, Francja